# Paweł Gumowski
Paweł Gumowski (ur. 1 lutego 1901 w Toruniu, zm. po 1966 w NRD) – polski piłkarz, napastnik, prawoskrzydłowy, łącznik. Absolwent Seminarium Pedagogicznego w Toruniu, nauczyciel matematyki i fizyki. Jeden z najlepszych piłkarzy w historii Torunia.

## Kariera
Wychowanek SC Vistula Thorn. Kapitan drużyny seniorów i kierownik sekcji juniorów TKS Toruń.
Już 6 kwietnia 1924 wystąpił w barwach TKS po raz 50., za co zresztą później został uhonorowany odznaką pamiątkową klubu.
Po roku 1941 wyjechał do Rostocku. Wiadomo, że jeszcze w latach 60. mieszkał w NRD.

## Ciekawostki
Miał 4 braci, wszyscy byli piłkarzami toruńskich klubów. Najbardziej znanym był Adolf (1902-1945) - podstawowy obrońca TKS.